# (8489) Boulder
(8489) Boulder (1989 TA3) – planetoida z grupy pasa głównego asteroid okrążająca Słońce w ciągu 5,58 lat w średniej odległości 3,14 au. Odkryta 7 października 1989 roku.